# María Roësset Mosquera

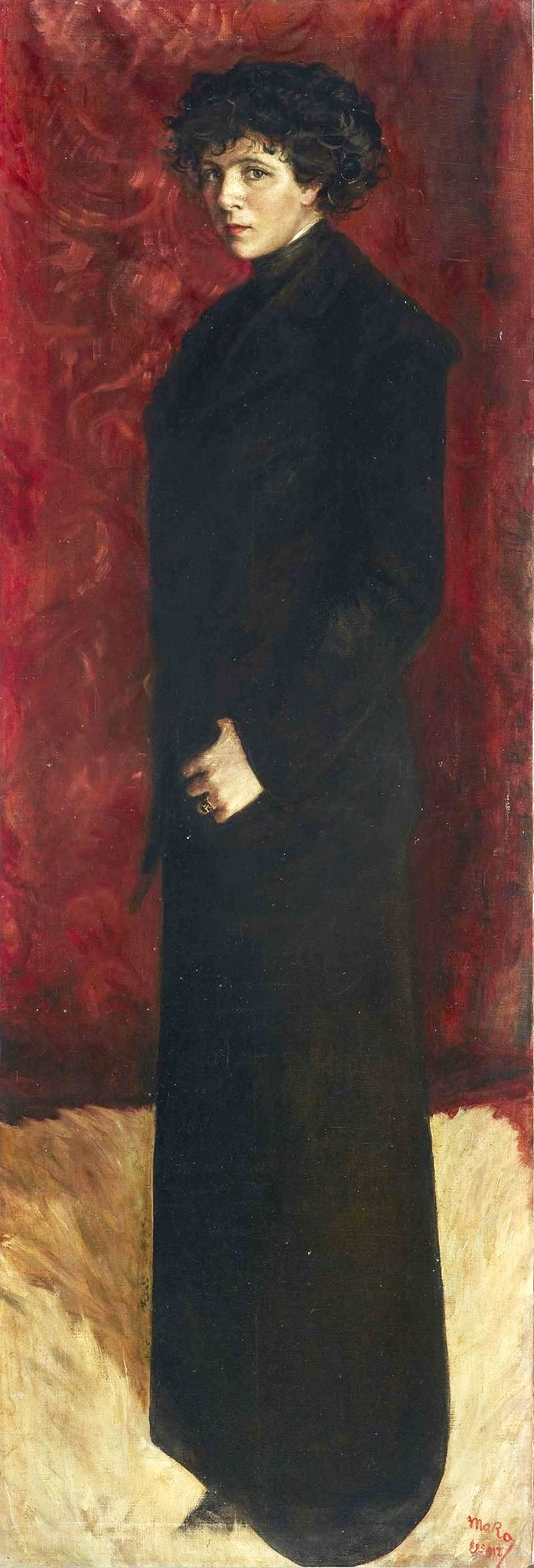
Ganzfiguriges Selbstporträt, Öl auf Leinwand, 176 × 60 cm. Fotografie aus der Ausstellung Invitadas. Fragmentos sobre mujeres, ideología y artes plásticas en España (1833–1931) im Museo del Prado, 2020

María Roësset Mosquera (* 21. November 1882 in Espinho, Portugal; † 3. Oktober 1921 in Manila, Philippinen) war eine spanische Malerin, die ihre Bilder mit MaRo signierte. Sie ist auch das erste bekannte Mitglied der Roësset-Familie, denn sie war die Tante der Malerin Marisa Roesset Velasco, der Bildhauerin Margarita Gil Roësset und der Verlegerin Consuelo Gil Roësset, die nicht nur den Nachnamen teilten, sondern auch in ihren jeweiligen Bereichen eine trotzige Haltung gegenüber den gesellschaftlichen Konventionen der damaligen Zeit.

## Leben
Roësset Mosqueras Mutter Margarita Mosquera heiratete in jungen Jahren Eugenio Roësset Liot, einen Bauingenieur französischer Herkunft, der beim Eisenbahnbau arbeitete. Als Maria am 21. November 1882 geboren wurde, lebte die Familie aufgrund eines Arbeitseinsatzes des Vaters in Espinho. Bald darauf zogen sie nach Madrid. Dort wurden später ihre Geschwister Margot und Eugenio geboren.
Die drei Geschwister erhielten eine sorgfältige und qualitativ hochwertige Ausbildung, die derjenigen der meisten spanischen Familien jener Zeit weit überlegen war. Der Historiker Alfonso E. Pérez Sánchez stellt fest: „Vielleicht wurden in den Jahren ihrer Adoleszenz, 1897–1903, zwischen ihrem fünfzehnten und zwanzigsten Lebensjahr, vielleicht unbewusst die Grundlagen dessen gelegt, was sich später im Laufe ihres kurzen und intensiven Lebens offen zeigen sollte. […] Es ist heute nicht mehr möglich, den Umfang des Zeichenunterrichts zu bestimmen, den Maria Roësset erhielt, aber es ist klar, dass sie sich eine Gewandtheit im Umgang mit dem Bleistift aneignete, die sich später in den schnellen Skizzen ihrer Hochzeitsreise und im soliden Grundgerüst ihrer Gemälde zeigt“.
Im Jahr 1904 heiratete sie den neunzehn Jahre älteren Manuel Soriano Berrueta-Aldana, den Sohn des Malers Benito Soriano Murillo. Mit ihrer Heirat wurde María Roësset Teil der kulturellen Gesellschaft Madrids um die Jahrhundertwende und kam zum Beispiel mit Mariano Fortuny, Benito Pérez Galdós, Ricardo Madrazo und Ángeles López Roberts in Kontakt. Das junge Paar reiste durch Europa, und es soll Soriano gewesen, der sie zum Zeichnen und Malen ermutigte. Doch erst nach dem Tod ihres Mannes am 19. August 1910 widmete sie sich ganz der Kunst. Zu diesem Zeitpunkt war Roësset Mosquera 28 Jahre alt und beschloss, mit ihren Kindern im Alter von drei und fünf Jahren aus dem Zentrum Madrids wegzuziehen und eine Auszeit zu nehmen. Nach fünf Monaten begann sie zu malen und besuchte regelmäßig das Museo del Prado, wo sie Kopien der großen Meister anfertigte und jeden Tag das Atelier von Eduardo Chicharro y Agüera besuchte. Ihre Tochter Eugenia überlieferte, dass sie ihr neues Haus mit großen Leinwänden im byzantinischen Stil schmückte, auf die sie Perlen im Stil von Gustav Klimt aufnähte, dessen Gemälde sie wahrscheinlich von ihren Reisen her kannte.
Die Familie war vermögend und das ermöglichte ihr ein komfortables und freies Leben, und sie nahm teil an den künstlerischen und gesellschaftlichen Entwicklungen der Vorkriegsjahre wie der Entstehung der Abstraktion und dem Einzug der Frauen in die Öffentlichkeit. Roësset, die ihre Bilder mit „MaRo“' zu signieren begann, reiste weiterhin mit ihren Kindern durch Europa und besuchte Museen, Galerien und Ateliers in Städten wie München, Düsseldorf, Rom, Florenz und Wien, wo sie vom Ausbruch des Ersten Weltkriegs überrascht wurde und sie gezwungen war, nach Madrid zurückzukehren.
Ihre Schaffensperiode dauerte nur von 1910 bis 1914/1915. Dann zeigten sich ersten Symptome einer Krankheit, wahrscheinlich der Schwindsucht. Obwohl sie ihre Reisen und Aktivitäten fortsetzte, ging ihre Leistungsfähigkeit zurück. Während einer Reise nach Manila starb Roësset Mosquera 1921 im Alter von 38 Jahren.
Beim Ausbruch des Spanischen Bürgerkriegs gelang es ihren Kindern, einen Teil ihrer Werke zu retten. Die großformatigen Werke gingen aber verloren, da sie nicht in das Auto passten, das zum Abtransport zur Verfügung stand.

## Werk
Der Stil von Roësset Mosquera entwickelte sich trotz der kurzen Schaffenszeit stetig: von Künstlern wie James McNeill Whistler, John Singer Sargent, Joaquín Sorolla, Daniel Vázquez Díaz und Paula Modersohn-Becker bis hin zu Bewegungen wie dem Symbolismus, dem Costumbrismo und dem Expressionismus. Zentrales Thema der Gemälde sind die Frauen ihrer Familie, die ihr oft als Modelle für byzantinische Kompositionen dienen, die sie manchmal mit Perlen und Ornamenten versieht, um den orientalischen Charakter zu unterstreichen. Sie bildete ein eigenes weibliches Universum, das aus ihr selbst und ihren engsten Verwandten bestand.
Die Forscherin Nuria Capdevila-Argüelles meint: „Man sagt von MaRo, dass sie ohne den Wunsch, Profi zu werden, gemalt hätte, eine Behauptung, die man in Bezug auf weibliche Künstler schnell aufstellen kann und die Teil der romantischen Beschreibung dieser schweigsamen Malerin ist, die uns überliefert wurde. Diese Beschreibung passt nicht zum kategorischen Charakter ihrer Bilder, insbesondere ihrer Selbstporträts, wenn man sie in Bezug auf die ganz besonderen Kriterien dieser Gattung analysiert, die für die Untersuchung einer künstlerischen Identität entscheidend sind.“
Nach Ansicht von Experten ist ihr Selbstporträt von 1912, das sie in voller Länge zeigt und das ihre Tochter 1985 dem Museo del Prado schenkte, zweifellos ihr Meisterwerk. Jahrelang wurde es in den Lagerräumen des Museo Reina Sofía aufbewahrt, bevor es 2020 Teil der Ausstellung Invitadas. Fragmentos sobre mujeres, ideología y artes plásticas en España (1833–1931) wurde. Im Ausstellungskatalog heißt es dazu:

«En él, la autora se pinta como una mujer singular, cuyo rostro posee una gran fuerza expresiva, acentuada por su mirada analítica, profunda y delicada. De pie ante un fondo neutro de color rojizo, ofrece al espectador su porte de viuda elegante, no exento de cierta atractiva extravagancia, en el que se funde la sed de orientalismo con el reconocimiento de la tradición del retrato barroco español, concentrado y sintético […]. Resuelta en un formato pronunciadamente longitudinal, en esta obra puede reconocerse la cultura cosmopolita de la autora, de referentes internacionales vagamente aludidos […]»

„Die Künstlerin malt sich selbst als eine einzigartige Frau, deren Gesicht eine große Ausdruckskraft besitzt, die durch ihren analytischen, tiefen und zarten Blick noch verstärkt wird. Vor einem neutralen, rötlichen Hintergrund bietet sie dem Betrachter ihr elegantes Witwentum dar, nicht ohne eine gewisse attraktive Extravaganz, in der sich die Lust am Orientalismus mit der Anerkennung der Tradition der spanischen Barockporträts, konzentriert und synthetisch […] In diesem Werk, das in einem ausgeprägten Längsschnittformat abgefasst ist, lässt sich die kosmopolitische Kultur der Künstlerin erkennen, deren internationale Bezüge nur vage angedeutet werden […]“

Ihre Tochter Eugenia berichtete, dass die Mutter „sehr schnell malte, sie zeichnete nicht, sondern malte direkt, indem sie zuerst die Augen malte und dann das Gesicht vollendete. Ich habe Leinwände mit zwei Augen gesehen, die bereits den Ausdruck und die Ähnlichkeit mit dem zukünftigen Porträt hatten. Mein Bruder und ich haben viele Male für sie Modell gestanden.“ Für María García Soria „ist diese Ausdruckskraft charakteristisch für alle ihre Werke, vor allem für ihre Selbstporträts, die die Stärke der Künstlerin und ihre Melancholie ausstrahlen, obwohl sie nie ihr eigenes Porträt malt. Stets in Schwarz gekleidet und vor nahezu abstrakten und unscharfen Hintergründen blickt sie den Betrachter direkt an, ohne jedes weitere Element. Ihr Gesicht konzentriert die gesamte visuelle Wirkung der Komposition, ein Mittel, das sie in anderen Porträts wieder aufgreift.“
Die Akte junger Frauen und Heranwachsender sind in ihrem Œuvre auch wegen ihrer Einzigartigkeit und der Kontroverse, die diese Art von Werken von Künstlerinnen damals auslöste, bemerkenswert. Bei mehreren Gelegenheiten malte sie ihre Tochter Eugenia, zum Beispiel in Desnudo de niña con brazos cruzados („Akt eines Mädchens mit gekreuzten Armen“), heute im Museo de Belas Artes da Coruña, oder ihre Nichte Marisa Roesset Velasco, die später ebenfalls Malerin wurde.
Über ihre Ausstellungstätigkeit ist wenig bekannt. Aus dem Testament ihrer Tochter ist überliefert, dass María Roësset 1912 mit ihrem Werk Gitana Agustina an einer Ausstellung in Deutschland und 1914 mit Maja y Torero am Plakatwettbewerb für den Karnevalsball des Círculo de Bellas Artes teilnahm.
Wesentliche Arbeiten
- Autorretrato con jersey naranja, Öl auf Leinwand, 57 × 47 cm, ohne Signatur.
- Autorretrato (cabeza), Öl auf Holz, 25 × 16 cm, Juni 1911.
- Autorretrato de cuerpo entero, Öl auf Leinwand, 176 × 60 cm, Januar 1912, Museo Nacional Centro de Arte Reina Sofía.
- Autorretrato ovalado, Öl auf Holz, 67 × 58 cm, März 1912, Madrid.
- Gitana Agustina, Öl auf Leinwand, 137 × 76 cm, März 1912.
- Retrato de sus hijos Eugenia y Joaquín sentados, Öl auf Leinwand, 102 × 97 cm, 1912.
- Desnudo de niña en escorzo, Öl auf Leinwand, 78 × 103 cm, Dezember 1912.
- Retrato de Margot, Öl auf Leinwand, 155 × 111 cm, 1913.
- Desnudo de niña con brazos cruzados, Öl auf Leinwand, 145 × 98 cm, Januar 1913, Museo de Belas Artes da Coruña.
- Niña desnuda (Inocencia), Öl auf Leinwand, 126 × 98 cm, Januar 1913.

## Weitere Literatur
- J. Manuel Arnáiz: Cien años de pintura en España y Portugal (1830–1930). Band 10. Ediciones Antiquaria, Madrid 1992.